# Бузовград
Бузовград е село в Южна България. То се намира в община Казанлък, област Стара Загора.

## География
Село Бузовград се намира на 5 километра южно от град Казанлък. Селото се намира в полите на Средна гора в близост до десния бряг на река Тунджа. Разстоянието от София до Бузовград е 168 километра. До 1906 г. селото се казва Армаганово.

## История
По традиция в деня на пролетното равноденствие (21 март) много хора се събират пред Слънчевата врата на мегалита над село Бузовград. От древността това място е почитано от траките като Врата към отвъдното. Заради десетките легенди, свързани с него, всяка година на пролетното и есенно равноденствие се събират стотици почитатели на природните феномени и култа към отвъдното.
През втората половина на XX век, във връзка с развитието на военната индустрия в района се преселват много хора – както от съседните селища, така и от селища от района на Сакар.

## Население
Численост
Численост на населението според преброяванията през годините:
| \| Година на преброяване \| Численост \| \| --------------------- \| --------- \| \| 1934 \| 843 \| \| 1946 \| 984 \| \| 1956 \| 1107 \| \| 1965 \| 1739 \| \| 1975 \| 2436 \| \| 1985 \| 2628 \| \| 1992 \| 2656 \| \| 2001 \| 2513 \| \| 2011 \| 2171 \| \| 2021 \| 1905 \| |           |
| Година на преброяване | Численост |
| 1934 | 843       |
| 1946 | 984       |
| 1956 | 1107      |
| 1965 | 1739      |
| 1975 | 2436      |
| 1985 | 2628      |
| 1992 | 2656      |
| 2001 | 2513      |
| 2011 | 2171      |
| 2021 | 1905      |

#### Преброяване на населението през 2011 г.
Численост и дял на етническите групи според преброяването на населението през 2011 г.:
|                     | Численост | Дял (в %) |
| Общо                | 2171      | 100       |
| Българи             | 1304      | 60,06     |
| Турци               | 629       | 28,97     |
| Цигани              | 141       | 6,49      |
| Други               | 5         | 0,23      |
| Не се самоопределят | 11        | 0,50      |
| Неотговорили        | 81        | 3,73      |

## Културни и природни забележителности
На юг от селото в Средна гора се намира тракийски мегалит от третото хилядолетие преди новата ера. До мегалита се достига по екопътека, като пешеходният път от селото отнема около 45 минути.
Последното желание на видния български историк и траколог Александър Фол е част от праха му да бъде разпръснат над този мегалит. 18 дена след смъртта му, на 19 март 2006 година, това е сторено.
- Тракийският мегалит
- Задната страна на мегалита.

## Култура
Първо българско училище – 1884 г., читалище „Саморазвитие“ – 1919 г. („Л. каравелов – 1921“)

## Личности
- Стойно Черногорски, участник в Илинденско-Преображенското въстание.